# Gare d’Albertville
Gare d’Albertville vasútállomás Franciaországban, Albertville településen.

## Vasútvonalak
Az állomást az alábbi vasútvonalak érintik:
- Saint-Pierre-d'Albigny-Bourg-Saint-Maurice-vasútvonal
- Annecy–Albertville-vasútvonal

## Kapcsolódó állomások
A vasútállomáshoz az alábbi állomások vannak a legközelebb:
- Gare de Frontenex (Gare de Saint-Pierre-d'Albigny, Saint-Pierre-d'Albigny-Bourg-Saint-Maurice-vasútvonal)
- Gare de La Bâthie (Gare de Bourg-Saint-Maurice, Saint-Pierre-d'Albigny-Bourg-Saint-Maurice-vasútvonal)